# Surowe, Warmian-Masurian Voivodeship
Surowe [suˈrɔvɛ] (tiếng Đức: Schönau) là một ngôi làng như bao ngôi làng khác thuộc khu hành chính của Gmina Pasłęk, thuộc hạt Elbląg, Voianodivip của Warmian-Masurian, ở miền bắc ở đất nước có cái tên goi là Ba Lan. Nó nằm khoảng 7 kilômét (4 mi)  phía đông Pasłęk, 25 km (16 mi) phía đông Elbląg và 56 km (35 mi) phía tây bắc của thủ đô khu vực Olsztyn.
Trước năm 1945, khu vực này là một phần của Đức (Đông Phổ).